# Clay Shirky
Clay Shirky, né en 1964, est un journaliste américain spécialiste des nouvelles technologies de l'information et de la communication (NTIC).

## Biographie
Consultant, écrivain et professeur, il a écrit sur les effets sociaux et économiques des technologies d'Internet, tel que le crowdsourcing. Diplômé de l'université de New York, il écrit et enseigne, entre autres, sur les effets de corrélation de la topologie sociale et technologique de réseau, où comment nos réseaux forment la culture et inversement.

## Écrits
- Clay Shirky, (en) Here Comes Everybody: The Power of Organizing Without Organizations, Penguin Books, 2008  (ISBN 978-0-1431-1494-9)
- Clay Shirky, (en) Cognitive Surplus : Creativity and Generosity in a Connected Age, Penguin Books, 2010  (ISBN 978-1-5942-0253-7)

## Conférence
- Clay Shirky, (en vostfr) How the Internet will one day transform government